# أبريس
أبريس (بالإنجليزية: Apries)‏ (بالإغريقية: Ἁπρίης)‏ هو الاسم الذي وضعه هيرودوت وديودور الصقلي لوصف الملك واح إيب رع حا إيب رع (بالإنجليزية: Wahibre Haaibre)‏، وهو الملك المصري الرابع (العد من بسامتيك الأول) من الأسرة السادسة والعشرين (589 قبل الميلاد - 570 قبل الميلاد). كان `ذكره من قبل مانيتون، الذي سجل بشكل صحيح أنه حكم لمدة 19 عاما. يسمى أبريس أيضا وافريس في سفر إرميا 44:30. (باليونانية: Ουαφρη[ς])‏).
ورث أبريس العرش عن أبيه الملك المصري بسماتيك الثاني في فبراير 589 قبل الميلاد. كان أبريس بانيًا نشطًا شيد «إضافات إلى المعابد في أتريب والواحات البحرية ومنف وسايس.» ومع ذلك، كان حكم أبريس محفوفًا أيضًا بالمشاكل الداخلية. في عام 588 قبل الميلاد، أرسل أبريس قوة إلى القدس لحمايتها من القوات البابلية التي أرسلها نبوخذ نصر الثاني (إرميا 37: 5 ؛ 34:21). انسحبت قواته بسرعة، مع ذلك، على ما يبدو، وتجنب مواجهة كبيرة مع البابليين. القدس، بعد حصار دام 18 شهرًا، دمرها البابليون في 587 قبل الميلاد أو 586 قبل الميلاد. تبع محاولة أبريس الفاشلة للتدخل في سياسات مملكة يهوذا تمرد جنود من حامية أسوان ذات الأهمية الاستراتيجية.
وفقًا للمؤرخين الكلاسيكيين، قام أبريس بحملات في بلاد الشام، واستولى على صيدا وأرعب مدن فينيقيا الأخرى، مما جعله يضمن استسلامها. ومع ذلك، فإن هذا التقديم المفترض كان قصير الأجل على الأرجح.
أثناء احتواء التمرد، حاول أبريس لاحقًا حماية ليبيا من غزوات الغزاة اليونانيين الدوريين، لكن جهوده أدت إلى نتائج عكسية بشكل مذهل، حيث تعرض الغزاة اليونانيون لقواته إلى الهزيمة. عندما عاد الجيش المهزوم إلى الوطن، اندلعت حرب أهلية في الجيش المصري بين القوات المحلية والمرتزقة الأجانب. ألقى المصريون دعمهم لأحمس الثاني، وهو جنرال قاد القوات المصرية في غزو ناجح للغاية للنوبة عام 592 قبل الميلاد تحت حكم الملك بسماتيك الثاني، والد أبريس. سرعان ما أعلن أحمس نفسه ملك في عام 570 قبل الميلاد، وفر أبريس من مصر ولجأ إلى بلد أجنبي. عندما عاد أبريس إلى مصر عام 567 قبل الميلاد بمساعدة الجيش البابلي لاستعادة عرش مصر، قُتل على الأرجح في معركة مع قوات أحمس. بدلاً من ذلك، يرى هيرودوت (التاريخ 2.169) أن أبريس نجا من المعركة، وتم أسره ومعاملته بشكل جيد من قبل أحمس المنتصر، حتى طالب الشعب المصري بالعدالة ضده، حيث تم وضعه في أيديهم وخنق حتى الموت. وهكذا، أمّن أحمس ملكه على مصر وأصبح حينها حاكمها بلا منازع.
ومع ذلك، ورد أن أحمس عامل رفات أبريس البشرية باحترام واحترم الطقوس الجنائزية المناسبة من خلال حمل جسد أبريس إلى سايس ودفنه هناك «مع مرتبة الشرف العسكرية الكاملة». أحمس، الجنرال السابق الذي أعلن نفسه ملك، تزوج أيضًا ابنة أبريس، لإضفاء الشرعية على وصوله إلى السلطة. بينما ادعى هيرودوت أن زوجة أبريس كانت تسمى نيتيتيس (باليونانية)، «لا توجد مراجع معاصرة لتسميتها» في السجلات المصرية.

## آثار
تم نقل المسلة التي أقامها أبريس في سايس من قبل الإمبراطور الروماني دقلديانوس في القرن الثالث الميلادي ووضعها في الأصل في معبد إيزيس في روما. يقع اليوم أمام كنيسة سانتا ماريا سوبرا مينيرفا البازيليكا في روما.

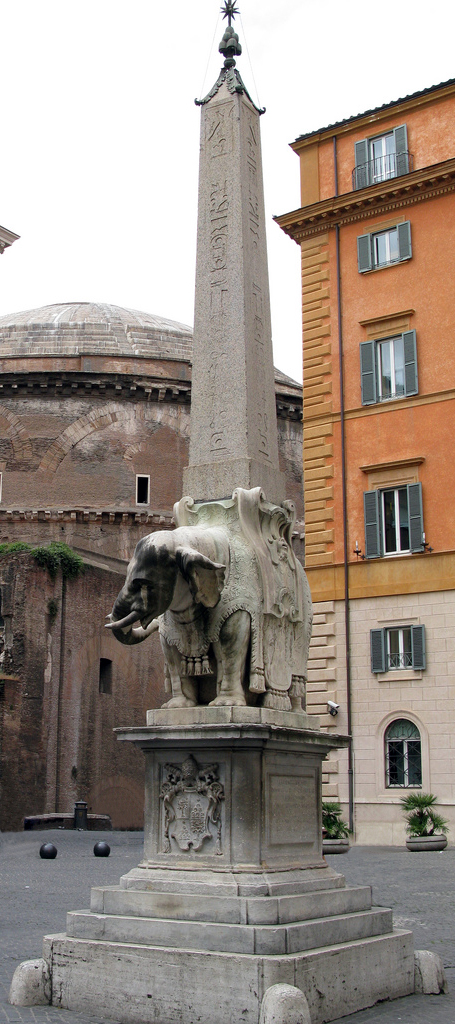
تُعرف مسلة أبريس في روما باسم الفيل والمسلة

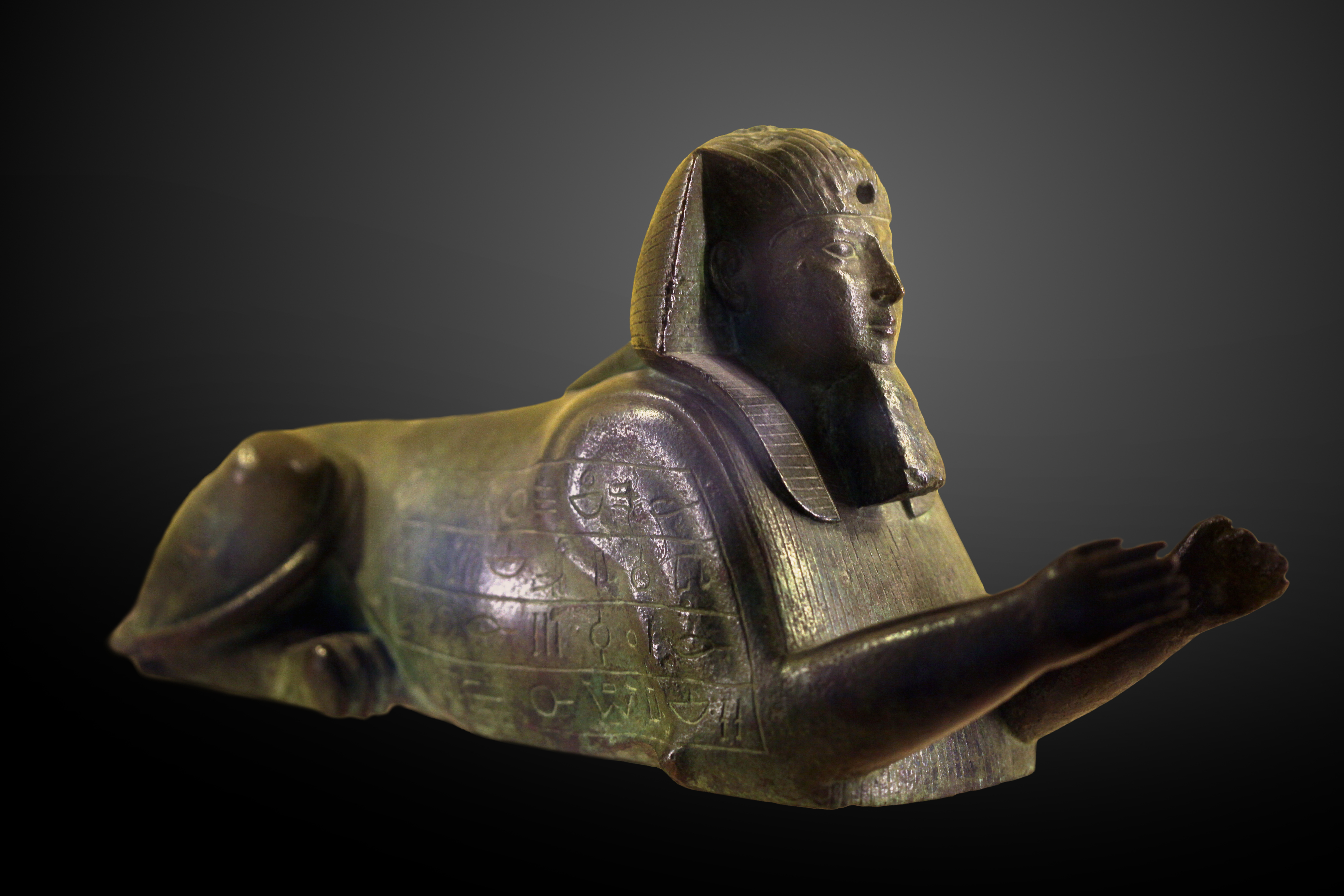
تمثال أبو الهول للملك أبريس
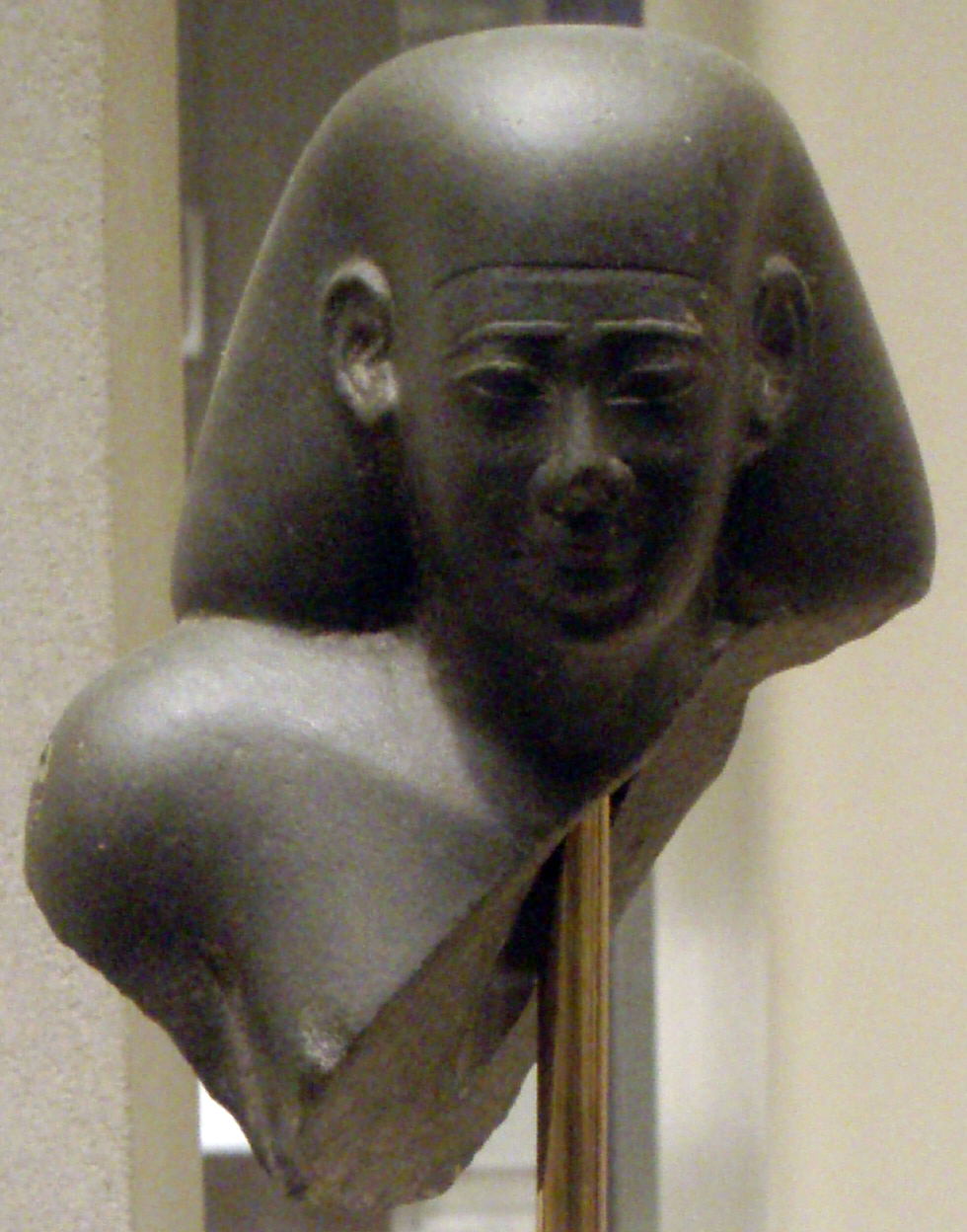
رأس تمثال أبريز